# Orophea salacifolia
Orophea salacifolia är en kirimojaväxtart som beskrevs av John Hutchinson. Orophea salacifolia ingår i släktet Orophea och familjen kirimojaväxter. Inga underarter finns listade i Catalogue of Life.